# کادیلاک سی‌تی۶
کادیلاک سی‌تی۶ (به انگلیسی: Cadillac CT6؛ مخفف: Cadillac Touring 6) یک خودروی لوکس اندازه‌بزرگ است که توسط کادیلاک ساخته شده است. سی‌تی۶ در نمایشگاه بین‌المللی خودرو نیویورک ۲۰۱۵ معرفی شد و در مارس ۲۰۱۶ در ایالات متحده به فروش رسید. این اولین خودرویی است که استراتژی نام‌گذاری اصلاح‌شدهٔ این برند را اتخاذ کرده است. سدان سایز کامل کادیلاک دیفرانسیل عقب از زمانی که تولید فلیت‌وود در سال ۱۹۹۶ متوقف شد. این سدان بر روی پلت فرمی متفاوت از مدل کوچک‌تر سی‌تی‌اس ساخته شده است و به‌عنوان یک خودروی دیفرانسیل عقب با سیستم چهارچرخ محرک اختیاری طراحی شده است. علاوه بر بازارهای اصلی خود در آمریکای شمالی و چین، سی‌تی۶ در اروپا، کره، ژاپن و خاورمیانه نیز عرضه شد.
جنرال موتورز مونتاژ کادیلاک سی‌تی۶ در ایالات متحده را در فوریهٔ ۲۰۲۰ به‌دلیل فروش ضعیف و تجهیزات مجدد تأسیسات دیترویت/همترامک برای تولید خودروهای الکتریکی متوقف کرد، که با جی‌ام‌سی هامر ئی‌وی جدید آغاز شد.